# Alexander Frick
Alexander Frick (18 de febrero de 1910 - 31 de octubre de 1991) fue un político liechtensteiniano.

## Biografía
Desde 1929 hasta 1936 fue funcionario de la administración fiscal de Liechtenstein, convirtiéndose en director en 1936 y sirviendo hasta 1945. En 1931 fundó los Scouts de Liechtenstein. Desde 1935 hasta 1937 se desempeñó como presidente del Comité Olímpico Nacional de Liechtenstein.
En 1961 recibió un doctorado honoris causa de la Universidad de Friburgo.
Miembro del Partido Cívico Progresista, fue Primer ministro de Liechtenstein desde el 3 de septiembre de 1945 hasta el 16 de julio de 1962.
Después de su servicio como jefe de gobierno, se desempeñó como diputado del Landtag de Liechtenstein desde 1966 hasta 1974. Se desempeñó como presidente del Landtag desde enero de 1966 hasta diciembre de 1969.
En 1957, Frick recibió la Orden al Mérito de la República de Austria.